# 89式地雷原探知機セット

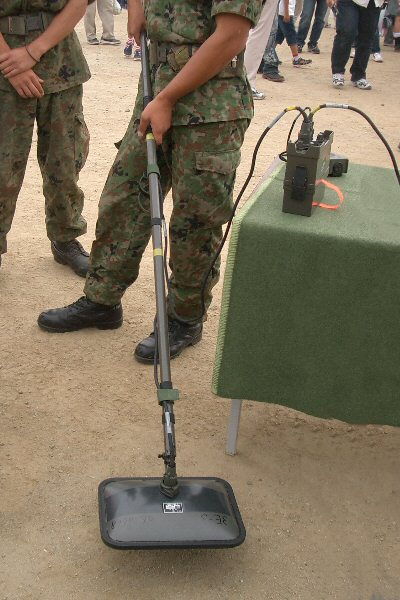
89式地雷探知機

89式地雷原探知機セット（はちきゅうしきじらいげんたんちきセット）は、自衛隊で使用されている地雷探知機である。主に施設科に配備されている。

## 概要
1989年に制式化された金属探知式の探知機である。カンボジアへPKO派遣された際に使用されたのが有名である。
日本は「対人地雷の使用、貯蔵、生産及び移譲の禁止並びに廃棄に関する条約」に批准し対人地雷を全面撤廃したため、訓練の際は模造品を使用している。
現在では、コンピュータで識別・処理ができる新型探知機の開発が行なわれている。

## 関係項目
- 地雷
- 地雷禁止国際キャンペーン
- 金属探知機
- 陸上自衛隊の装備品一覧